# Medycyna holistyczna
Medycyna holistyczna – medycyna zgodna z holistycznym poglądem, że człowiek—pacjent jest „układem całościowym”; należy leczyć cały organizm – człowieka-osobę, nie  ograniczając się do określonej choroby lub chorego narządu. Niezbędna jest troska o stan jego ciała, umysłu, ducha, które wzajemnie wpływają na siebie.
Redaktorzy monografii „Holistyczny wymiar współczesnej medycyny” wskazują, że poza podstawowym procesem profesjonalnego leczenia zespół terapeutyczny musi pamiętać o poszanowaniu godności i niezależności każdego pacjenta oraz o jego komforcie bio-psycho-społecznym.